# Colombie aux Jeux olympiques d'été de 1968
La Colombie participe aux Jeux olympiques d'été de 1968 qui se déroulent du 12 au 27 octobre 1968 à Mexico au Mexique. Il s'agit de sa septième participation à des Jeux d'été. Comme lors des éditions précédentes, elle n'y remporte aucune médaille.